# پاسترنگو
پاسترنگو (به ایتالیایی: Pastrengo) یک کومونه در ایتالیا است که در استان ورونا واقع شده‌است. پاسترنگو ۹٫۰ کیلومترمربع مساحت و ۲٬۴۸۶ نفر جمعیت دارد و ۱۹۲ متر بالاتر از سطح دریا واقع شده.